# Cassard (Schiff, 1933)
Die Cassard (benannt nach Jacques Cassard) war ein Großzerstörer (franz. Contre-Torpilleurs) der Vauquelin-Klasse der französischen Marine. Sie war eins der Schiffe, welches am 27. November 1942 bei der Selbstversenkung der Vichy-Flotte im Hafen von Toulon von ihrer Mannschaft versenkt wurde.

## Maschinenanlage
Die Antriebsanlage der Cassard bestand aus vier Penhoët-Kesseln und zwei Parsons-Turbinen. Diese trieben über zwei Antriebswellen die beiden  Schrauben an. Die Maschinen leisteten 64.000 WPS. Damit konnte eine Geschwindigkeit von 36 kn (etwa 71 km/h) erreicht werden.

## Bewaffnung
Die Hauptartillerie der Cassard bestand aus fünf 13,86-cm-Geschützen L/40 des Modells 1927 in Einzelaufstellung. Diese Kanone konnte eine 40,4 Kilogramm schwere Granate über eine maximale Distanz von 19.000 m feuern. Als Flugabwehrbewaffnung verfügte die Cassard bei Indienststellung über vier 3,7-cm-Flugabwehrkanonen (L/60) des Modells 1925 in Einzelaufstellung und vier Maschinengewehre 13,2 mm/76 Hotchkiss M1929 in Doppelaufstellung. Als Torpedobewaffnung verfügte der Zerstörer über sieben Torpedorohre in einer Dreiergruppe und zwei Doppelgruppen für den Torpedo 23DT Toulon. Zur U-Jagd besaß die Cassard zwei Wasserbombenwerfer am Heck mit zusammen 36 Wasserbomben und konnte bis zu 40 Seeminen aufnehmen.

## Verbleib
Am 27. November 1942 befand sich die Cassard im Hafen von Toulon. Als deutsche Truppen sich näherten, versenkte die Besatzung das Schiff im Hafen. Es wurde 1944 auf Grund liegend mehrfach bei Luftangriffen der Alliierten weiter beschädigt. Das Schiff wurde nicht gehoben und 1950 vor Ort abgebrochen.

Lageplan der gesunkenen Schiffe in Toulon 1942
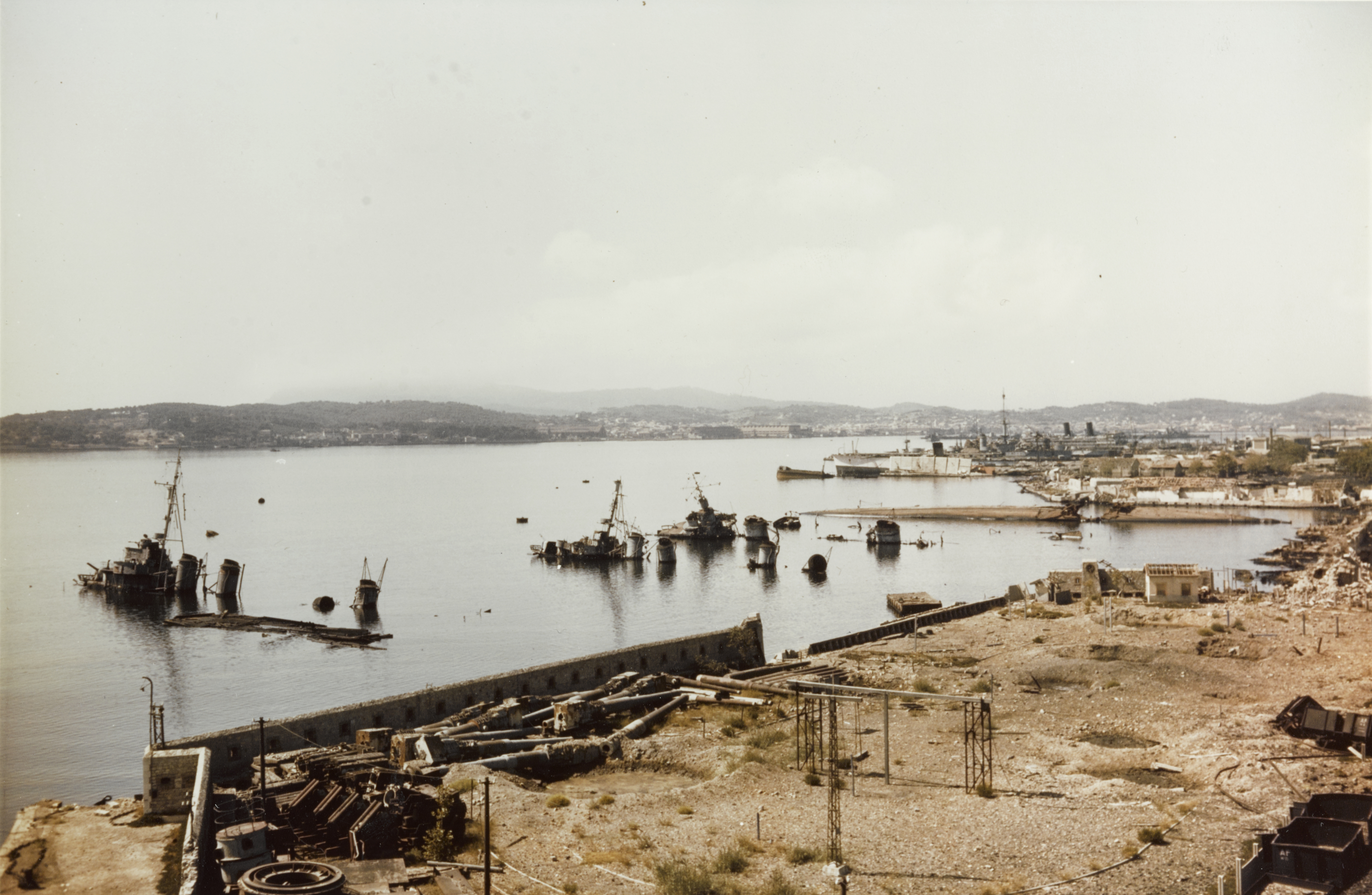
Cassard (2. von links) auf Grund im Hafen von Toulon (1944)